# Rafał Dobrowolski
Rafał Dobrowolski, född 27 december 1983, är en polsk bågskytt. Han deltog vid olympiska sommarspelen 2008 och olympiska sommarspelen 2012.